# Kościół Zmartwychwstania Pańskiego w Poznaniu
Kościół Zmartwychwstania Pańskiego (zwany też Kościołem Zmartwychwstańców) – kościół na poznańskiej Wildzie, przy skwerze Bogdana Jańskiego. W 2017 roku wielkopostny kościół stacyjny.

## Historia

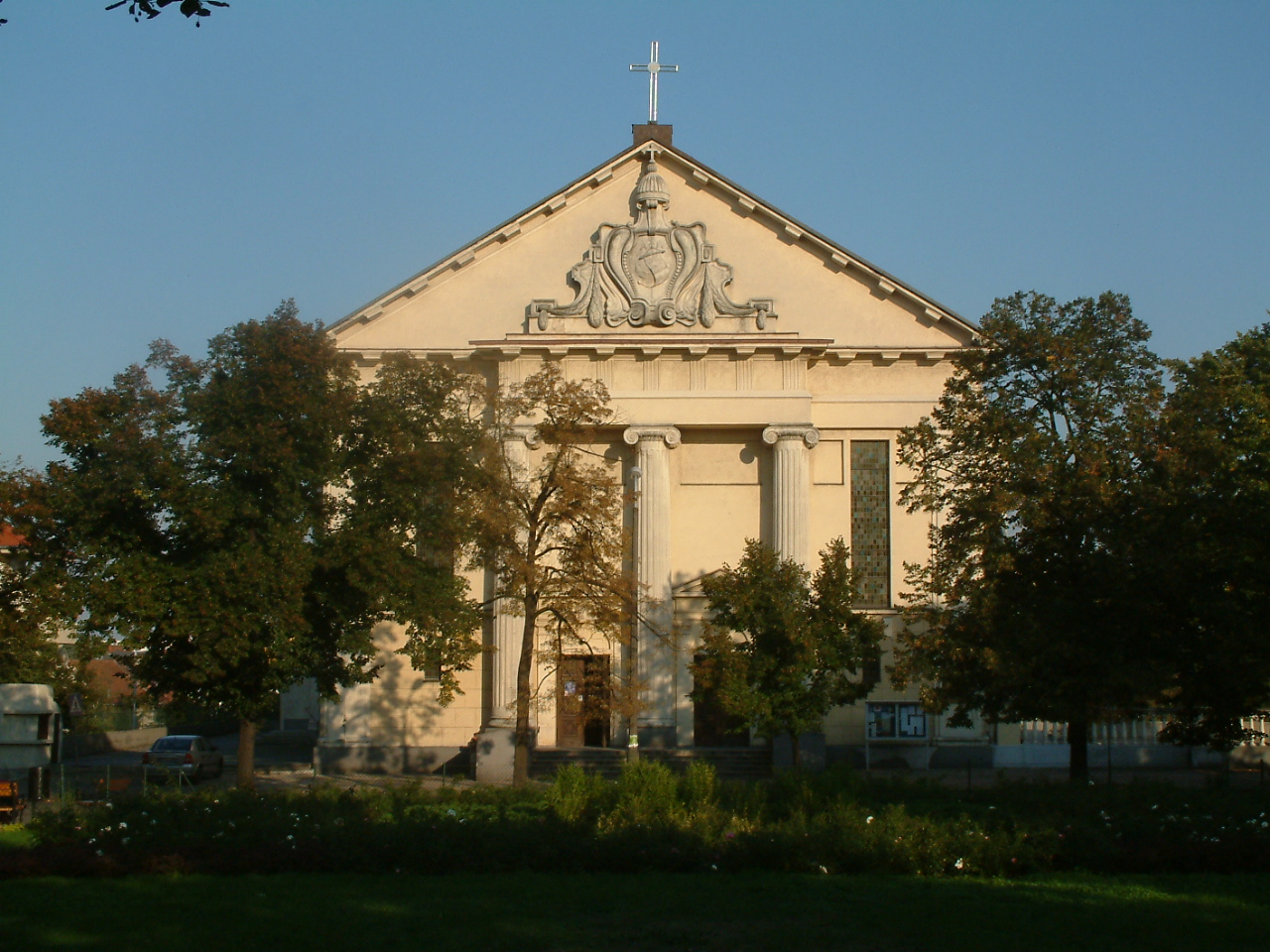
Fasada

Wnętrze

Mieszkańcy Wildy, początkowo wsi, a od 1900 roku dzielnicy Poznania, przynależeli do parafii pw. Bożego Ciała przy ul. Krakowskiej.  Ówczesnesny proboszcz ks. Leon Rankowski podjął starania o ustanowienie dla nowej dzielnicy osobnej parafii w 1913 roku, zwłaszcza, że w latach 1904–1907 na Wildzie przy Bismarckplatz (obecnie Rynek Wildecki) wzniesiono już ewangelicko-augsburski kościół św. Mateusza (obecnie rzymskokatolicki kościół pw. Matki Boskiej Królowej). Ostatecznie zgodę na powstanie nowej świątyni uzyskano w 1916 roku, w 950. rocznicę chrztu Polski. Pierwszy projekt opracował Roger Sławski, jednak I wojna światowa i powojenny kryzys sprawiły, że kościół nie powstał. Do pomysłu powrócono w 1922 roku, gdy kard. Edmund Dalbor sprowadził do Poznania księży ze Zgromadzenia Zmartwychwstańców. W 1923 roku ostatecznie erygowano nową parafię, której prowadzenie powierzono właśnie zmartwychwstańcom. Nowa świątynia powstała w latach 1923–1926 według projektu Aleksandra Kapuścińskiego jako wotum poznaniaków za odzyskanie w 1918 roku niepodległości. Jej konsekracja miała jednak miejsce dopiero w 1949 roku. Otwarcie świątyni po II wojnie światowej nastąpiło wcześniej – 29 kwietnia 1945 roku, a uroczystą mszę odprawił wówczas biskup Walenty Dymek. 3 sierpnia 1986 niezrównoważona psychicznie kobieta próbowała ugodzić nożem księdza odprawiającego nabożeństwo.
W latach 1958–2008 w budynku przylegającym do kościoła od ul. Zmartwychwstańców mieściło się Niższe Seminarium Duchowne Księży Zmartwychwstańców, mające od roku 1993 status niepublicznego liceum ogólnokształcącego.

## Opis
Halowa świątynia jednonawowa na planie prostokąta z przylegającym prezbiterium w stylu neoklasycznym z elementami neorenesansowymi oraz neobarokowymi przykryta płaskim, kasetonowym stropem. Do kościoła prowadzi okazały portyk utrzymany w porządku jońskim. Na trzech kolumnach wznosi się tympanon z kartuszem przedstawiającym herb zgromadzenia zmartwychwstańców.
Na południe od zasadniczej bryły kościoła wznosi się kampanila zaprojektowana przez Tadeusza Hornunga, wznosząca się na wysokość 43 m (zbudowana w 1937). W drugiej połowie lat 30. XX wieku dodano na niej cztery figury polskich świętych:
Andrzeja Boboli, św. Kazimierza, Stanisława ze Szczepanowa oraz Jana Kantego wykonane przez Jana Żoka. Za kościołem znajduje się grota z Matką Boską z Lourdes.
Wnętrze również utrzymane w stylu neoklasycznym, w prezbiterium, przykrytym sklepieniem kolebkowym, znajduje się stiukowa figura Chrystusa z 1923 roku, sprowadzona z Włoch, polichromowana w latach 60. XX wieku. Nawę przykrywa kasetonowy strop, zaś jej ściany zdobią półkolumny utrzymane w porządku jońskim. Po bokach prezbiterium ołtarze boczne z 1924 roku, w których znajdują się, również sprowadzone z Włoch, figury z 1924 roku: w lewym Matka Boska Niepokalanie Poczęta, a w prawym św. Józef. Kolejne dwa ołtarze boczne pochodzą z 1947 roku. W lewym znajduje się polichromowana rzeźba św. Teresy z Lisieux, zaś w prawym św. Antoni. Uwagę zwraca również drewniana ambona z 1923 roku ufundowana przez Michała Bajerleina. Znajdują się na niej rzeźby przedstawiające czterech ewangelistów, św. Pawła i Chrystusa Dobrego Pasterza. Baldachim nad amboną wieńczy figura Michała Archanioła, będąca kopią figury przeniesionej z Bramy Dębińskiej na budynek szkoły przy Słowackiego (pełnowymiarowa kopia znajduje się też na ścianie kamienicy przy Różanej 13). Konfesjonały pochodzą z lat 1946–1948, zaś empora z organami z lat 30. XX wieku.

## Tablice pamiątkowe
W kruchcie znajdują się cztery tablice: 
- z 1974 roku upamiętniająca Władysława Zapłatę (1874–1948), generała zgromadzenia, pierwszego lokalnego proboszcza (pod nią wisi druga, ufundowana przez dawnego ministranta Pawła Lachmanna z żoną Marią),
- z 2012 roku upamiętniająca ojca Ireneusza Hanzewniaka (1934–2012), lokalnego proboszcza w latach 1988–2000, renowatora świątyni i klasztoru,
- z 1980 roku upamiętniająca stulecie zmartwychwstańców na ziemiach polskich[4].

Na kampanili wisi tablica upamiętniająca datę jej budowy (1937). Obok wieży posadzony jest (2010) Dąb Pamięci kapitana Władysława Rudnickiego (ur. 10 lutego 1900 roku w Pabianicach, zamordowanego w Charkowie w 1940 roku).
W sąsiedztwie kościoła znajduje się ponadto grota maryjna i figura św. Franciszka.